# Tiro nos Jogos Olímpicos de Verão de 1952
O tiro nos Jogos Olímpicos de Verão de 1952 foi realizado em Helsinque, na Finlândia, com sete eventos disputados. Três novas provas foram adicionadas no programa do tiro olímpico: tiro ao veado (cervo), carabina três posições de 50 metros e fossa olímpica. Todos os eventos eram abertos para homens e mulheres.

## Tiro rápido 25 m
| Pos. | País          | Atletas               | Pontos |
| ---- | ------------- | --------------------- | ------ |
|      | Hungria (HUN) | Károly Takács         | 579    |
|      | Hungria (HUN) | Szilárd Kun           | 578    |
|      | Romênia (ROM) | Gheorghe Lichiardopol | 578    |

## Carabina deitado 50 m
| Pos. | País                  | Atletas        | Pontos |
| ---- | --------------------- | -------------- | ------ |
|      | Romênia (ROM)         | Iosif Sîrbu    | 400    |
|      | União Soviética (URS) | Boris Andrejev | 400    |
|      | Estados Unidos (USA)  | Arthur Jackson | 399    |

## Carabina três posições 50 m
| Pos. | País                  | Atletas          | Pontos |
| ---- | --------------------- | ---------------- | ------ |
|      | Noruega (NOR)         | Erling Kongshaug | 1164   |
|      | Finlândia (FIN)       | Vilho Ylönen     | 1164   |
|      | União Soviética (URS) | Boris Andrejev   | 1163   |

## Carabina três posições 300 m
| Pos. | País                  | Atletas          | Pontos |
| ---- | --------------------- | ---------------- | ------ |
|      | União Soviética (URS) | Anatoli Bogdanov | 1123   |
|      | Suíça (SUI)           | Robert Bürchler  | 1120   |
|      | União Soviética (URS) | Lev Weinstein    | 1109   |

## Pistola livre 50 m
| Pos. | País                 | Atletas              | Pontos |
| ---- | -------------------- | -------------------- | ------ |
|      | Estados Unidos (USA) | Huelet Benner        | 553    |
|      | Espanha (ESP)        | Angel León de Gozalo | 550    |
|      | Hungria (HUN)        | Ambros Balogh        | 549    |

## Fossa olímpica
| Pos. | País         | Atletas         | Pontos |
| ---- | ------------ | --------------- | ------ |
|      | Canadá (CAN) | George Généreux | 192    |
|      | Suécia (SWE) | Knut Holmqvist  | 191    |
|      | Suécia (SWE) | Hans Liljedahl  | 190    |

## Tiro ao veado
| Pos. | País            | Atletas            | Pontos |
| ---- | --------------- | ------------------ | ------ |
|      | Noruega (NOR)   | John Larsen        | 413    |
|      | Suécia (SWE)    | Per Olof Sköldberg | 409    |
|      | Finlândia (FIN) | Tauno Mäki         | 407    |

## Quadro de medalhas do tiro
| Ordem | País                | Medalha de ouro | Medalha de prata | Medalha de bronze | Total |
| ----- | ------------------- | --------------- | ---------------- | ----------------- | ----- |
| 1     | NOR Noruega         | 2               | 0                | 0                 | 2     |
| 2     | URS União Soviética | 1               | 1                | 2                 | 4     |
| 3     | HUN Hungria         | 1               | 1                | 1                 | 3     |
| 4     | USA Estados Unidos  | 1               | 0                | 1                 | 2     |
| 4     | ROM Romênia         | 1               | 0                | 1                 | 2     |
| 6     | CAN Canadá          | 1               | 0                | 0                 | 1     |
| 7     | SWE Suécia          | 0               | 2                | 1                 | 3     |
| 8     | FIN Finlândia       | 0               | 1                | 1                 | 2     |
| 9     | ESP Espanha         | 0               | 1                | 0                 | 1     |
| 9     | SUI Suíça           | 0               | 1                | 0                 | 1     |